# Municipio de Puruándiro
El municipio de Puruándiro (del purépecha: Purhuandirhu ‘lugar de aguas termales’) es uno de los 113 municipios en que se encuentra dividido el estado mexicano de Michoacán. Se ubica en la región Bajío y su cabecera municipal es la ciudad homónima.

## Geografía

### Ubicación
Se localiza al norte del estado, en las coordenadas 20°5′ de latitud norte y 101°31′ de longitud oeste, a una altitud media de 1890 metros sobre el nivel del mar. Limita al norte con José Sixto Verduzco, al este con Yuriria, Guanajuato, al sur con Villa Jiménez y Villa Morelos, y al oeste con Angamacutiro y Panindícuaro. Su distancia a la capital del estado, Morelia, es de 108 km.
Su superficie es de 722.37 km² y representa el 1.22 por ciento del total del estado.

### Geología y relieve
Su relieve lo constituyen la depresión del Lerma, parte del Eje Neovolcánico. Predominan los valles y planicies (valle de Puruándiro). Se encuentran en su horizonte los cerros El Grande, La Campana, Los Negros, del Sáuz, Camatarán, Blanco y de la Cruz.
Los suelos del municipio datan de los períodos cenozoico, terciario y mioceno, corresponden principalmente a los del tipo chernozem. Su uso es primordialmente agrícola y ganadero y en mínima proporción forestal.

### Hidrografía
Su hidrografía se constituye por los arroyos Cofradía, Tablón, Jazmín, Laguna, Conono, Colorado, Cazahuate y el Angulo, presas Tablón, Cofradía, Agua Tibia, alazanas, manantiales de agua fría y termales.

### Clima
Su clima es templado con lluvias en verano. Tiene una precipitación pluvial anual de 789.0 milímetros y temperaturas que oscilan de 1.0º a 38.0º centígrados.

### Flora y fauna
Bosque seco caducifolio con árboles de mediana altura como el mezquite, huizache, cazahuate y en algunos cerros encino y pino. 
Su fauna propia del sur de la región neártica se conforma por: tordo, huilota, codorníz, zanate, conejo, liebre, zorro gris, coyote, tlacuache, mapache, ardilla, tejón etc.

## Demografía

### Grupos étnicos
Según el Censo General de Población y Vivienda 1990, en el municipio habitan 213 personas que hablan alguna lengua indígena, y de las cuales 106 son hombres y 107 son mujeres. La principal lengua indígena que se habla es el purépecha y la segunda en importancia es el mazahua.

### Evolución demográfica
En el municipio de Puruándiro en 1990, la población representaba el 1.99 por ciento del total del estado. Para 1995, se tenía una población de 74 093 habitantes, una tasa de crecimiento del 0.90 por ciento anual y una densidad de población de 102.57 habitantes por kilómetro cuadrado. El número de mujeres es relativamente mayor al de hombres.

### Religión
Predomina la religión católica, seguida en menor escala por la protestante y testigos de Jehová.

### Localidades
En el censo de 2020 el municipio de Puruándiro contaba con 40 localidades.
| Código INEGI      | Localidad          | Población (2020) |
| ----------------- | ------------------ | ---------------- |
| 160710001         | Puruándiro         | 32 333           |
| 160710061         | Villachuato        | 4 195            |
| 160710018         | Galeana            | 2 886            |
| 160710054         | Santa Clara        | 2 423            |
| 160710026         | Janamuato          | 2 100            |
| 160710024         | Isaac Arriaga      | 2 077            |
| 160710029         | Manuel Villalongín | 1 836            |
| 160710049         | San Lorenzo        | 1 651            |
| 160710027         | Las Letras         | 1 416            |
| 160710034         | El Pilar           | 1 136            |
| 160710025         | Janambo            | 1 093            |
| 160710064         | Sanguijuelas       | 1 085            |
| Otras localidades | Otras localidades  | 15 029           |
| Total municipal   | Total municipal    | 69 260           |

## Presidentes municipales
Presidentes municipales de Puruándiro de 1980 al presente:
- (1980 - 1981):  Manuel Hernández Rodríguez
- (1981 - 1982):  Antonio Salgado Arriaga
- (1982 - 1983):  Héctor Manuel Aguirre
- (1984 - 1986):  Héctor González Vázquez
- (1987 - 1989):  Mauricio Maqueda Díaz
- (1990 - 1991):  Samuel Salgado Arriaga
- (1992 - 1993):  Rafael Villicaña García
- (1993 - 1995):  Jose Luis Robledo Ávalos
- (1996 - 1998):  Rafael Villicaña García
- (1998 - 1999):  José Cachu Aguilar
- (1999 - 2001):  Gerardo Lara Vargas
- (2002 - 2004):  Rafael Villicaña García
- (2005 - 2007):  Martín Arroyo Arreguín
- (2008 - 2011):  Armando Contreras Ceballos
- (2012 - 2015):  Juan Arriaga Ayala
- (2015 - 2018):  Víctor Manuel Vázquez Tapia
- (2018 - 2021):  Belinda Iturbide Díaz
- (2021 - 2024):  Víctor Manuel Vázquez Tapia
- (2024 - 2027):  Víctor Manuel Vázquez Tapia

## Economía
Principalmente el comercio y se encuentran asentadas empresas como Coca Cola y PepsiCo.

### Agricultura
Los principales cultivos son el maíz, trigo, sorgo, frijol, alfalfa, calabaza.

### Ganadería
Se cría ganado bovino, porcino, caprino, ovino, caballar, mular, aves de corral y la apicultura.

### Industria
Se cuenta con fábricas de alimentos balanceados, de rompope, hielo, calzado, curtidurías, materiales de construcción (tubos, adoquín, tabicón), poliducto, invernaderos de plantas.

### Turismo
En este municipio existen varios balnearios de aguas termales y de agua fría; centros de recreación; además cuenta con sitios históricos como la exhacienda de Villachuato, el templo parroquial del Señor de la Salud y el templo de la Cristiandad, también cuenta con ruinas arqueológicas.

## Cultura

### Monumentos históricos
Exhacienda de Villachuato del siglo XVI y templo en la misma localidad; templo parroquial del Señor de la Salud: inició su construcción en 1757, se terminó en 1802, la portada es barroca y actualmente presenta el resultado de varias reconstrucciones, como su altar mayor hecho de cantera y la verja de hierro del atrio, con una torre de tres cuerpos y altar de tipo neoclásico; templo de la Cristiandad.

### Fiestas, danzas y tradiciones

#### Fiestas
En el poblado de Manuel Villalongin perteneciente a este municipio, se celebra en el 4 de octubre la fiesta religiosa de San Francisco de Asís el día, también en el pueblo de Villachuato perteneciente a este municipio que se celebra en Semana Santa, y también la fiesta de Isaac Arriaga (Santa Ana mancer conocida en el tiempo de la hacienda que se encuentra en esa comunidad su fiesta se celebra el día 26 de julio a Santa Ana y su famoso baile de fin de año.
El 25 de mayo se celebra la fiesta del Señor de la Salud, una fiesta muy importante para los puruandirenses ya que es el patrono de esta población; su festejo es durante todo el mes de mayo siendo la fiesta principal el día 25. El 3 de mayo en los distintos barrios se celebra el día de la cruz con banda catillo y fuegos artificiales. El 26 de noviembre es la fiesta del mercado Emiliano Zapata. El 1 de enero se celebra la fiesta de La Higuerita que es la segunda parroquia del municipio.

#### Danzas
La danza de los paloteros de Puruándiro se considera una danza prehispánica, donde se lleva a cabo la representación de una batalla, poco después después de la conquista y el proceso de mestizaje, esta danza sufrió una transformación tanto en su vestuario, musicalización y la ejecución de la misma.

### Artesanías
Las artesanías de este municipio son la alfarería en: ollas, comales, cántaros, platos y tarrones, vasos de chocolate de teclado de 4x5 fomi entre otras.

### Gastronomía
Se caracteriza por su menudo en chile rojo, pan conocido como «fruta de horno», borrego en caldillo, buñuelos con atole blanco.